# Stiftsgården
Stiftsgården je ena največjih lesenih stavb v Skandinaviji in je od leta 1906 uradna rezidenca norveškega kralja v Trondheimu.

## Zgodovina
Zgrajena je bila v letih 1774–1778 za Cecilie Christine Schøller (1720–1786), bogato vdovo Stieja Tønsberga Schøllerja (1700–1769), komornika in trgovca v Trondheimu. Po materi je izhajala iz nekaterih najuglednejših plemiških družin na Danskem. Od očeta, vrhovnega poveljnika osrednje Norveške, je podedovala veliko posest v središču mesta. Ko je podedovala moževo veliko bogastvo, je začela graditi največjo zasebno meščansko hišo v Trondheimu. Leta 1777 je dobila naziv tajne svetovalke. Bila je predstavnica kulturne in komercialne rasti, ki jo je Trondheim doživel v poznem 18. stoletju, in močnih mestnih žensk v tem obdobju. Pogosto je potovala v tujino in sama le redko uporabljala palačo, preden je umrla v Københavnu leta 1786. Palača je bila zgrajena na podlagi nekdanje rezidence njenega očeta, generala Johana Fridericha Frølicha (1681–1757).
Med njeno odsotnostjo v tujini je v stavbi stanoval njen zet general Georg Frederik Von Krogh (1732-1818). Po njeni smrti ga je podedoval njegov sin, vnuk gospe Schøller, in general je ostal tam, dokler ni bil leta 1800 prodan državi za 10.000 rigsdalerjev. Nato ga je guverner regije uporabljal kot pravna sodišča in kot kraljevo rezidenco, ko je kraljeva družina obiskala Trondheim. Stavba je imela tudi več drugih funkcij; v njej je bila v obdobju 1816–1819 Banka Norveške. Leta 1906 je palača postala izključno kraljeva rezidenca v Trondheimu.
Tam so bivali ugledni gostje, ko so bili v Trondheimu. Tako je ta lokacija v Trondheimu rezidenca norveške kraljeve družine od leta 1804. Prve kraljeve osebe, ki so kdaj obiskale sedanjo stavbo, so bili dansko-norveški prestolonaslednik Friderik, princ Karl in princ Friderik Hessenski, ki sta bila gostje generala von Krogh leta 1788.

## Stavba
Arhitekt stavbe ni z gotovostjo identificiran, vendar se domneva, da je bil bratranec gospe Schøller, admiral Christian Lerche (1712–93). Številni obrtniki in umetniki, odgovorni za notranjo dekoracijo, prav tako niso znani. Palača je zgrajena v baročnem slogu, vendar ima elemente rokokoja in neoklasicizma. Ima približno 140 sob, ki predstavljajo 4000 m² in je verjetno največja lesena palača v severni Evropi. Velik del vrta je bil leta 1906 ločen kot javni park. Prvotno je bil urejen v baročnem slogu in je vseboval oranžerije in uto.
Zunanjost je večinoma v originalni obliki. Leta 1841 so po manjšem požaru odstranili nekaj mansardnih oken, vendar so tista na vrtni strani še vedno na mestu. Prizidek za orkester ob plesni dvorani je bil zgrajen za načrtovano kronanje kralja Oskarja I. leta 1847. Prvotna četrtinska okna so bila zamenjana leta 1860. Nekatera prvotna okna pa so še vedno nameščena v južnem traktu na vrtni strani.
Za razliko od zunanjosti se je bistveno spremenila notranjost. Notranjost stranskih traktov je bila obsežno preurejena, vsi prostori v stavbi pa so bili večkrat prenovljeni. Kljub temu so še vedno prisotne nekatere izvirne lastnosti. Na nekaterih stropih in okoli stenskih niš so se ohranile rokokojske štukature. Nosilci (plošče nad vrati) so okrašeni z naslikanimi pokrajinami. Ohranjenih je več originalnih stenskih okraskov, nekateri s Chinoiserie. V jedilnici si lahko ogledate slike mestnih krajin, narejene po sodobnih angleških bakrorezih. Strop in nosilci v plesni dvorani so bili poslikani leta 1847, verjetno z uporabo risb arhitekta Heinricha Ernsta Schirmerja, ki je delal z notranjostjo v kraljevi palači v Oslu. Tudi v ostalih prostorih so poslikana tla in stropi večinoma iz leta 1847. Notranjost kraljičinega salona je za kronanje leta 1906 zasnoval arhitekt Ingvald Alstad.

## Stanovanjska oprema
Iz 18. stoletja je ohranjeno zelo malo opreme, razen dveh rokokojskih peči iz leta 1768. Vse pohištvo je bilo pridobljeno v 19. stoletju in kasneje. Večina je bila pridobljena za načrtovano kronanje kralja Oskarja I. in kraljice Josephine v 1840-ih ter kronanje kralja Haakona VII. in kraljice Maud leta 1906. Številni kosi bidermajerskega pohištva so bili izdelani v Trondheimu v 1840-ih. Pohištvo v slogu Georga Hepplewhita v kitajskem kabinetu je bilo pridobljeno v Parizu za kronanje leta 1906. Kraljeva delovna soba je opremljena s kompletom pohištva v slogu Chippendalea, ki ga je zasnoval arhitekt Axel Guldahl in izdelal izdelovalec omar A. Kvenild za isto priložnost. Pohištvo kraljičinega salona je v slogu Ludvika XVI. ustvaril Edvard Røhmen v Trondheimu.